# معركة ثنية العقاب
معركة ثنية العقاب معركة بين جيش المسلمين وجيش الإمبراطورية البيزنطية وقعت في 634 م وهي إحدى معارك الفتح الإسلامي لبلاد الشام وانتهت بانتصار المسلمين.

## المعركة
بعد معركة القريتين، توجَّه جيش المسلمين بقيادة خالد بن الوليد بعد حوارين باتجاه الجنوب قاصدين غوطة دمشق، فاعترضهم الغساسنة بِقيادة الحارث بن الأيهم، وجرى اشتباكٌ بين الطرفين أسفر عن انتصار المُسلمين. وتراجع الغساسنة إلى حُصون دمشق، وواصل المُسلمون تقدُّمهم حتَّى بلغوا الثنية ووقفوا على التل المعروف بهذا الاسم ونشروا عليه الرَّاية السوداء المُسماة بالعُقاب وهي رايةُ النبيّ، و بعدها توجهوا عبر القلمون الشرقي نحو منطقة دمشق. أراد خالد أن يعزل دمشق عن محيطها بترك حامية عسكرية بين دمشق وحمص، وجنوب دمشق إلى فلسطين. ولهذا أرسل هرقل قوات لكسر هذا التموضع ولكن المسلمون ردوا هذا القوات وتقدموا نحو محيط دمشق ومرج راهط.
ومنطقة ثنية العقاب ليومنا هذا معروفة بنفس الاسم وتقع في أول مدينة القطيفة من الجهة الجنوبية للمدينة وتبعد عن دمشق 25 كم تقريباً، وتسمى أيضا الثنايا وهي مرتفعة عن دمشق بما يقارب 400 متر.